# Liga Nacional de Baloncesto Femenino 2016
La temporada 2016 de la Liga Nacional de Baloncesto Femenino fue la primera temporada de la historia de la competición dominicana de baloncesto a nivel femenino. La temporada regular comenzó el 27 de mayo de 2016 y finalizó el 17 de junio de 2016. Los Playoffs dieron inicio el 19 de junio de 2016 y terminaron el 3 de julio de 2016, cuando las Olímpicas de La Vega se coronaron las primeras campeonas de la liga al derrotar a las Reinas del Este 3-0 en la serie final.

## Temporada regular
La temporada regular comenzó el viernes 27 de mayo de 2016 con una doble jornada inaugural. A primera hora en el Polideportivo San Carlos, el Club Calero de Villa Duarte se enfrentaron a las Indias del Sur y a segunda hora, las Águilas de Guachupita se enfrentaron a las Olímpicas de La Vega. La temporada regular, finalizó el viernes 17 de junio de 2016.

### Clasificaciones
| #      |                        |    |   |    |      |      |      |     |
| Equipo | PJ                     | G  | P | %  | Dif. | Casa | Ruta |     |
| 1      | Olímpicas de La Vega   | 10 | 6 | 4  | .600 | -    | 5-0  | 1-4 |
| 2      | Reinas del Este        | 10 | 6 | 4  | .600 | -    | 5-0  | 1-4 |
| 3      | Club Mauricio Báez     | 10 | 6 | 4  | .600 | -    | 4-1  | 2-3 |
| 4      | Águilas de Guachupita  | 10 | 6 | 4  | .600 | -    | 4-1  | 2-3 |
| 5      | Calero de Villa Duarte | 10 | 6 | 4  | .600 | -    | 4-1  | 2-3 |
| 6      | Indias del Sur         | 10 | 0 | 10 | .000 | 6    | 0-5  | 0-5 |

|  | Clasificados a los Playoffs |

### Estadísticas individuales

#### Puntos
| Pos. | Jugador             | Equipo                 | Partidos | Puntos | Promedio |
| ---- | ------------------- | ---------------------- | -------- | ------ | -------- |
| 1    | Chelsy Hernández    | Águilas de Guachupita  | 9        | 198    | 22.0     |
| 2    | Yuniesky Bouli      | Calero de Villa Duarte | 10       | 217    | 21.7     |
| 3    | Génesis Evangelista | Club Mauricio Báez     | 10       | 214    | 21.4     |
| 4    | Sugeiry Monsac      | Águilas de Guachupita  | 9        | 185    | 20.6     |
| 5    | Dairis Tornell      | Olímpicas de La Vega   | 10       | 193    | 19.3     |

#### Rebotes
| Pos. | Jugador         | Equipo                 | Partidos | Rebotes | Promedio |
| ---- | --------------- | ---------------------- | -------- | ------- | -------- |
| 1    | Flor Jones      | Club Mauricio Báez     | 9        | 134     | 14.9     |
| 2    | Sugeiry Monsac  | Águilas de Guachupita  | 9        | 133     | 14.8     |
| 3    | Esmery Martínez | Reinas del Este        | 10       | 134     | 13.4     |
| 4    | Wendy Castillo  | Indias del Sur         | 10       | 84      | 8.4      |
| 5    | Yuniesky Bouli  | Calero de Villa Duarte | 10       | 82      | 8.2      |

#### Asistencias
| Pos. | Jugador             | Equipo                 | Partidos | Asistencias | Promedio |
| ---- | ------------------- | ---------------------- | -------- | ----------- | -------- |
| 1    | Anilegna Ortega     | Águilas de Guachupita  | 9        | 53          | 5.9      |
| 2    | Génesis Evangelista | Club Mauricio Báez     | 10       | 52          | 5.2      |
| 3    | Jennifer Jiménez    | Reinas del Este        | 9        | 45          | 5.0      |
| 4    | Nicole Guerrero     | Calero de Villa Duarte | 10       | 42          | 4.2      |
| 5    | Sugeiry Monsac      | Águilas de Guachupita  | 9        | 37          | 4.1      |

### Premios
- Jugadora Más Valiosa:

-  Esmery Martínez, Reinas del Este

## Playoffs
|  | Semifinales | Semifinales           | Semifinales |                 |   | Finales              | Finales    | Finales    |  |
|  | Mejor de 3  | Mejor de 3            | Mejor de 3  |                 |   | Mejor de 5           | Mejor de 5 | Mejor de 5 |  |
|  |             |                       |             |                 |   |                      |            |            |  |
|  |             |                       |             |                 |   |                      |            |            |  |
|  | 1           | Olímpicas de La Vega  | 2           |                 |   |                      |            |            |  |
|  | 1           | Olímpicas de La Vega  | 2           |                 |   |                      |            |            |  |
|  | 4           | Águilas de Guachupita | 1           |                 |   |                      |            |            |  |
|  | 4           | Águilas de Guachupita | 1           |                 | 1 | Olímpicas de La Vega | 3          |            |  |
|  |             |                       |             |                 | 1 | Olímpicas de La Vega | 3          |            |  |
|  |             |                       | 2           | Reinas del Este | 0 |                      |            |            |  |
|  | 2           | Reinas del Este       | 2           | Reinas del Este | 0 | 2                    |            |            |  |
|  | 2           | Reinas del Este       |             |                 |   | 2                    |            |            |  |
|  | 3           | Club Mauricio Báez    | 1           |                 |   |                      |            |            |  |
|  | 3           | Club Mauricio Báez    | 1           |                 |   |                      |            |            |  |
|  |             |                       |             |                 |   |                      |            |            |  |

### Semifinales
Los horarios corresponden al huso horario de la República Dominicana, UTC-4.

#### (1) Olímpicas de La Vega vs. (4) Águilas de Guachupita
| 19 de junio de 2016, 11:00 a. m. | Olímpicas de La Vega                                             | 88–74        | Águilas de Guachupita                                                |                                                                                   |  |  |
|                                  | Parciales: 21 - 14, 25 - 19, 14 - 19, 28 - 22                    |              |                                                                      |                                                                                   |  |  |
|                                  | Estadísticas Dariana Santos 22 Marlen Cáceres 10 Mari Coronado 6 | Pts Reb Asts | Estadísticas 24 Chelsy Hernández 12 Sugeiry Monsac 5 Anilegna Ortega | Pabellón: Palacio de los Deportes Fernando Teruel, Concepción de La Vega, La Vega |  |  |
| Olímpicas lidera 1-0             |                                                                  |              |                                                                      |                                                                                   |  |  |
|                                  |                                                                  |              |                                                                      |                                                                                   |  |  |

| 22 de junio de 2016, 5:00 p. m. | Águilas de Guachupita                                                | 76–54        | Olímpicas de La Vega                                               |                                                                         |  |  |
|                                 | Parciales: 14 - 17, 25 - 11, 17 - 12, 20 - 14                        |              |                                                                    |                                                                         |  |  |
|                                 | Estadísticas Chelsy Hernández 35 Sugeiry Monsac 13 Anilegna Ortega 8 | Pts Reb Asts | Estadísticas 13 Dairis Tornell 9 Jennifer Estrella 3 Jennifer Peña | Pabellón: Polideportivo Mauricio Báez, Santo Domingo, Distrito Nacional |  |  |
| Serie empatada 1-1              |                                                                      |              |                                                                    |                                                                         |  |  |
|                                 |                                                                      |              |                                                                    |                                                                         |  |  |

| 24 de junio de 2016, 6:00 p. m. | Olímpicas de La Vega                                                          | 82–74        | Águilas de Guachupita                                                      |                                                                                   |  |  |
|                                 | Parciales: 28 - 13, 19 - 24, 16 - 20, 19 - 17                                 |              |                                                                            |                                                                                   |  |  |
|                                 | Estadísticas Dairis Tornell 17 J. Estrella y M. Cáceres 10 cuatro jugadoras 3 | Pts Reb Asts | Estadísticas 28 Chelsy Hernández 13 Sugeiry Monsac 4 A. Ortega y S. Monsac | Pabellón: Palacio de los Deportes Fernando Teruel, Concepción de La Vega, La Vega |  |  |
| Olímpicas ganan la serie 2-1    |                                                                               |              |                                                                            |                                                                                   |  |  |
|                                 |                                                                               |              |                                                                            |                                                                                   |  |  |

#### (2) Reinas del Este vs. (3) Club Mauricio Báez
| 19 de junio de 2016, 11:00 a. m. | Reinas del Este                                                                    | 82–74        | Club Mauricio Báez                                                      |                                                                        |  |  |
|                                  | Parciales: 19 - 15, 14 - 25, 23 - 14, 26 - 20                                      |              |                                                                         |                                                                        |  |  |
|                                  | Estadísticas Jennifer Jiménez 20 E. Martínez y J. Leira 10 A. Hodge y J. Jiménez 4 | Pts Reb Asts | Estadísticas 27 Génesis Evangelista 12 Flor Jones 4 Génesis Evangelista | Pabellón: Polideportivo Héctor Monegro, Hato Mayor del Rey, Hato Mayor |  |  |
| Reinas lidera 1-0                |                                                                                    |              |                                                                         |                                                                        |  |  |
|                                  |                                                                                    |              |                                                                         |                                                                        |  |  |

| 22 de junio de 2016, 6:30 p. m. | Club Mauricio Báez                                                             | 67–66        | Reinas del Este                                                              |                                                                         |  |  |
|                                 | Parciales: 12 - 20, 18 - 15, 25 - 12, 12 - 19                                  |              |                                                                              |                                                                         |  |  |
|                                 | Estadísticas Génesis Evangelista 21 Flor Jones 15 G. Evangelista y M. Santos 3 | Pts Reb Asts | Estadísticas 23 Esmery Martínez 13 E. Martínez y J. Leira 4 Jennifer Jiménez | Pabellón: Polideportivo Mauricio Báez, Santo Domingo, Distrito Nacional |  |  |
| Serie empatada 1-1              |                                                                                |              |                                                                              |                                                                         |  |  |
|                                 |                                                                                |              |                                                                              |                                                                         |  |  |

| 24 de junio de 2016, 6:00 p. m. | Reinas del Este                                                      | 85–74        | Club Mauricio Báez                                                                 |                                                                        |  |  |
|                                 | Parciales: 21 - 11, 25 - 31, 19 - 19, 20 - 13                        |              |                                                                                    |                                                                        |  |  |
|                                 | Estadísticas Fátima Martínez 28 Julianny Leira 13 Jennifer Jiménez 5 | Pts Reb Asts | Estadísticas 27 Melissa Santos 9 F. Jones y M. Santos 1 G. Evangelista y M. Santos | Pabellón: Polideportivo Héctor Monegro, Hato Mayor del Rey, Hato Mayor |  |  |
| Reinas ganan la serie 2-1       |                                                                      |              |                                                                                    |                                                                        |  |  |
|                                 |                                                                      |              |                                                                                    |                                                                        |  |  |

### Finales de la liga
Los horarios corresponden al huso horario de la República Dominicana, UTC-4.

#### (1) Olímpicas de La Vega vs. (2) Reinas del Este
| 26 de junio de 2016, 11:00 a. m. | Olímpicas de La Vega                                             | 95–71        | Reinas del Este                                                       |                                                                                   |  |  |
|                                  | Parciales: 26 - 20, 22 - 21, 23 - 15, 24 - 15                    |              |                                                                       |                                                                                   |  |  |
|                                  | Estadísticas Dairis Tornell 24 Marlen Cáceres 10 Mari Coronado 7 | Pts Reb Asts | Estadísticas 24 Angie Hodge 7 tres jugadoras 3 A. Hodge y E. Trinidad | Pabellón: Palacio de los Deportes Fernando Teruel, Concepción de La Vega, La Vega |  |  |
| Olímpicas lidera 1-0             |                                                                  |              |                                                                       |                                                                                   |  |  |
|                                  |                                                                  |              |                                                                       |                                                                                   |  |  |

| 29 de junio de 2016, 6:00 p. m. | Reinas del Este                                    | 84–86   | Olímpicas de La Vega                               |                                                                        |  |  |
|                                 | Parciales: 13 - 20, 25 - 19, 25 - 27, 21 - 20      |         |                                                    |                                                                        |  |  |
|                                 | Estadísticas Fátima Martínez 18 Esmery Martínez 13 | Pts Reb | Estadísticas 20 Jennifer Peña 14 Jennifer Estrella | Pabellón: Polideportivo Héctor Monegro, Hato Mayor del Rey, Hato Mayor |  |  |
| Olímpicas lidera 2-0            |                                                    |         |                                                    |                                                                        |  |  |
|                                 |                                                    |         |                                                    |                                                                        |  |  |

| 3 de julio de 2016, 11:00 a. m. | Olímpicas de La Vega                                   | 74–67   | Reinas del Este                                |                                                                      |  |  |
|                                 | Parciales: 18 - 16, 15 - 13, 20 - 20, 21 - 18          |         |                                                |                                                                      |  |  |
|                                 | Estadísticas Jennifer Estrella 20 Jennifer Estrella 14 | Pts Reb | Estadísticas 23 Angie Hodge 15 Esmery Martínez | Pabellón: Polideportivo San Lázaro, Santo Domingo, Distrito Nacional |  |  |
| Olímpicas ganan la serie 3-0    |                                                        |         |                                                |                                                                      |  |  |
|                                 |                                                        |         |                                                |                                                                      |  |  |

| Campeón de la Liga Nacional de Baloncesto Femenino de la República Dominicana 2016 |
| ---------------------------------------------------------------------------------- |
| Olímpicas de La Vega Primer título                                                 |

| Jugadora Más Valiosa de las Finales |
| ----------------------------------- |
| Mari Coronado, Olímpicas de La Vega |